# Esquèria
Esquèria és un lloc esmentat a l'Odissea. Habitada pels feacis, és coneguda per ser l'illa on Odisseu, després de partir de l'illa de Ogígia, va desembarcar després de sofrir diverses tempestats enviades per Posidó. Allà fou ajudat pel rei Alcínous i la seva filla Nausica a tornar a la seva pàtria, Itaca.

## Identificació de l'illa
Diversos autors han tractat d'identificar l'illa d'Esquèria. Tucídides (seguit per nombrosos autors posteriors) pensava que es corresponia amb l'actual Corfú, atès que entenia que els antics pobladors d'aquesta illa eren els feacis. Estrabó, analitzant el text d'Homer, arribava a la conclusió que tant Ogígia com Esquèria es trobaven en algun lloc de l'oceà Atlàntic (Estrabó, Història 1.2.18). Altres historiadors rebutgen qualsevol identificació amb un lloc real i creuen que es tracta d'un lloc fabulós producte de la imaginació del poeta que va compondre l'Odissea.
Si bé no hi ha evidència sobre l'existència real de la ciutat, alguns autors la consideren, ja sigui mítica o històrica, com la primera polis grega, mentre que uns altres prefereixen incloure-la en un estadi sociopolític immediatament anterior al sorgiment de les ciutats estat (o una polis en estat embrionari). La definició de la ciutat en termes prepolítics es fonamenta en l'absència de participació ciutadana en les decisions socials i en els encara insuficients processos democratitzadors que posteriorment derivarien en la típica polis.